# میگل میر
 میگل میر (انگلیسی: Miguel Mir؛ زاده ۱۸ آوریل ۱۹۵۶) یک تنیس‌باز اهل اسپانیا است.